# 長野県旗
長野県旗（ながのけんき）は、日本の都道府県の一つ、長野県の旗。本項では、旗に図示されている長野県章（ながのけんしょう）についても併せて解説する。

## 概要
県章は1966年（昭和41年）に実施した公募で採用されたデザイン案を基にして同年12月26日の県公告により制定し、翌1967年（昭和42年）1月1日より使用を開始した。円形の中に片仮名の「ナ」を鳥が飛ぶ姿に図案化すると共に山が湖の水面に映る様子を表し、県の自然と県民の友愛と団結により県が飛躍・発展する姿をイメージしている。
県旗は県章制定の3か月後、1967年3月20日の県公告により制定。地色の橙色は県土に降り注ぐ陽光を、県章の白は「日本の屋根」と表される県の雪と清純かつ明朗な県民性を表している。